# ميرزا بهرام بيغي (باتاوة)
ميرزا بهرام بيغي (بالفارسية: میرزابهرام بیگی) هي قرية تقع في إيران في قسم باتاوة الريفي. يقدر عدد سكانها بـ 86 نسمة بحسب إحصاء 2016.